# Guerras civiles de Colombia
Las guerras civiles de Colombia comprenden una serie de conflictos internos acontecidos durante el siglo XIX. Si se descuentan las revueltas internas de los estados federales y los conflictos entre ellos, entre 1812 y 1886, Colombia sufrió nueve guerras civiles de alcance nacional. Además hubo otras menores de carácter regional e innumerables revueltas.
Las «guerras civiles endémicas» que vivió Colombia tras su independencia se caracterizaron por la importancia que tuvo la táctica de guerra de guerrillas en su desarrollo. La facilidad para formarlas era garantía del continuo conflicto e inestabilidad gubernamental, aprovechando la geografía del país y la incapacidad para formar ejércitos convencionales. Sin embargo, sería recién en 1848-1849 cuando se constituyeran los dos bloques permanentemente enfrentados entre sí durante todo el resto de la centuria: liberales y conservadores.
Cada uno tenía el objetivo de conseguir el poder del Estado central para retenerlo y usarlo en excluir a su rival, confrontación que periódicamente empeoraba hasta que movilizaban al vulgo para ir a las armas. Con sus conflictos, ambos partidos arrastrarían a los habitantes del campo y, en menor medida, de las ciudades en la polarización de la nación. Las atrocidades de las guerras —que no diferenciaban entre combatientes y opositores civiles— solo aumentaron los odios entre azules (conservadores) y rojos (liberales).
Los ideales que los dividían podían resumirse en sus consignas y en su actitud con la Iglesia católica y el manejo de la economía y administración territorial. Los conservadores decían «Dios, patria y familia», identificando la patria con la defensa de las tradiciones de su cultura y de la Iglesia, la que veían como un baluarte de las mismas. En cambio, los liberales se identificaban plenamente con los ideales de la Revolución Francesa, para los que la Iglesia era un obstáculo en la modernización del país y podían resumirse en «liberté, égalité et fraternité» (libertad, igualdad y fraternidad). Las élites decimonónicas de ambos partidos -latifundistas, notables, industriales y comerciantes- se trataban entre sí de forma mucho menos sangrienta que el común de las gentes durante las guerras civiles. Sus principales motivos para irse a la guerra era que cuando un partido gobernaba hacía todo lo posible para excluir a su rival de todo cargo público o tomaba medidas o creaba leyes que disgustaban al otro. Hubo además conflicto al principio por la esclavitud y las relaciones diplomáticas con los países vecinos incluyendo cuestiones fronterizas. Todo esto llevó a la guerra de 1899, más conocida como Guerra de los Mil Días, que dejó como únicas herencias la ruina nacional y la pérdida de Panamá por presión de los separatistas panameños que apoyaban al bando liberal (perdedor del conflicto en el resto de Colombia) y aliados de Estados Unidos. El vulgo, en cambio, se veía arrastrado por el terrateniente o político que los dirigía a la guerra para luchar por uno u otro bando sin saber bien por qué.
Aunque decían defender reclamaciones populares, los liberales, tanto como los conservadores, temían al populacho y no dudaron en unirse entre ellos a pesar de ser tradicionales enemigos, para enfrentar a las disidencias, como las «sociedades democráticas» que ellos mismos fundaron en los años 1850, cuando los sindicatos empezaron a reclamar contra los privilegios que tenían las clases sociales de donde venían sus dirigentes bajo el lema «pan, trabajo o muerte» con líderes como José María Melo quien llegó a ser presidente pero derrocado por ambos bandos en menos de un año. Estos, unidos a los «perturbadores del orden y la moral» que eran exiliados a los «basureros sociales» de las selvas del Carare, Panamá y las montañas del Quindío, junto a otros grupos sociales serían la base para quienes formarían a mediados del siglo XX las «repúblicas independientes» que serán reemplazadas después por las guerrillas comunistas. La sociedad colombiana había cambiado desde inicios del nuevo siglo, recibiendo el aporte de las nuevas ideologías que llegaban del extranjero. Paradójicamente, con estos nuevos enemigos comunes aparecidos desde los años 1920, principalmente distintos grupos de izquierda, como el socialismo y comunismo (aunque estos últimos con escasa popularidad), además de distintos líderes disidentes de gran apoyo popular como el Gaitanismo o más tarde la ANAPO de Rojas Pinilla, ambos partidos tradicionales vieron desaparecer sus diferencias luego de un periodo de guerra civil no declarada conocido como La Violencia desde los años 1940, que dejó innumerables víctimas y sentó las bases para el posterior conflicto. Estos dos partidos se agruparon bajo el Frente Nacional en la década de 1950, acordando la repartición del poder por dieciséis años dejando completamente por fuera a cualquier otro credo político.

## Principales causas de estos conflictos
Las principales causas de estos conflictos fueron las siguientes:
- La ambición de los dirigentes y los partidos políticos que veían en la guerra un medio para conquistar el poder y retenerlo.
- La intemperancia de los mismos dirigentes al debatir sus diferencias políticas o ideológico-religiosas.
- Injusticia política o social, que estimuló la pobreza y la carencia de industrias en el país.
- Ciertos sectores especuladores hacían negocios con los conflictos civiles y, por tanto, estaban interesados en que éstos se presentasen.

## Guerra entre federalistas y centralistas (1812-1815)

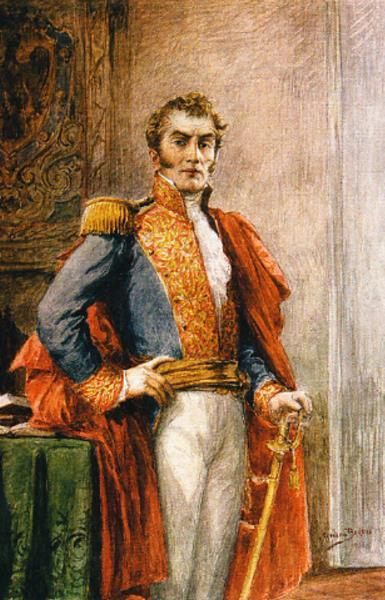
Antonio Nariño.

La guerra civil entre federalistas y centralistas se desarrolló entre 1812 y 1815; tiempo que transcurrió dentro del periodo que en la historia tradicional se denominó como Patria Boba, que siguió a la primera independencia del país en 1810. Este conflicto inició debido al creciente desacuerdo entre los gobiernos del Estado Libre de Cundinamarca, Centralista, liderado por Antonio Nariño, con el de las Provincias Unidas de la Nueva Granada, Federalista, liderado por Camilo Torres Tenorio, que llevó a ambos bandos a un enfrentamiento armado.
Este enfrentamiento inició el 2 de diciembre de 1812, en la batalla en la localidad de Ventaquemada (Boyacá). Tras la derrota de los centralistas de Nariño en la contienda, los federalistas avanzaron hacia Santafé de Bogotá el siguiente 9 de enero. La batalla que se dio en el barrio San Victorino favoreció a las fuerzas de Nariño y la guerra terminó momentáneamente, después de que los dos bandos acordaron unir fuerzas contra el enemigo común realista en el sur. Nariño avanzó y tomó Popayán en una campaña exitosa hasta que fue derrotado en San Juan de Pasto por los realistas, capturado y enviado a España.
Aprovechando la ausencia de su líder y la debilidad de Cundinamarca, el 12 de diciembre de 1814, el militar venezolano Simón Bolívar tomó Santafé a nombre de los federalistas de Tunja y derrotó a los centralistas de Cundinamarca. En enero siguiente se dirigió a la costa Caribe en donde debía recibir armas y pertrechos de Cartagena de Indias para tomar la realista Santa Marta y posteriormente liberar a Venezuela.
El gobierno de Cartagena de Indias a pesar de ser independentista, dominado por Manuel del Castillo y Rada, se negó a apoyarlo, razón por la cual Bolívar puso sitio a la ciudad durante mes y medio. Informado de la llegada de Pablo Morillo a Venezuela y, atacado por los realistas de Santa Marta, Bolívar renunció al mando y se embarcó el 9 de mayo de 1815 rumbo a la Jamaica inglesa, mientras los restos de su ejército reforzaban la guarnición de Cartagena de Indias, donde participaron en la defensa de la ciudad contra el asedio de Pablo Morillo culminando con el triunfo de este último y la retoma del país por los españoles.

## Guerra de los Supremos (1839-1842)

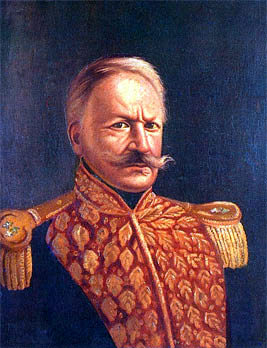
José María Obando.

Tuvo su origen en San Juan de Pasto, el 30 de junio de 1839, cuando varios sacerdotes que se oponían a la orden del Congreso de disolver los conventos con menos de ocho frailes para usarlos en la instrucción pública se sublevaron, si bien esta medida contaba con el apoyo del arzobispo de Bogotá.
El alzamiento, aunque fue sofocado dos meses después en la batalla de Buesaco, se recrudeció cuando varios caudillos regionales que pretendían reivindicaciones políticas y económicas se alzaron contra el gobierno central. En julio de 1840, al poco tiempo de haber aceptado José María Obando someterse al gobierno de José Ignacio de Márquez para ser juzgado por el asesinato de Antonio José de Sucre en 1828, se escapó de la cárcel e inició un alzamiento tras alegar falta de garantías procesales. La rebelión de este caudillo, máximo jefe del partido santanderista, fue aprovechada por otros dirigentes anti gobiernistas para generalizar la guerra civil de alcance nacional.
Estos caudillos fueron: Reyes Patria en Tunja, Juan A. Gutiérrez en Cartagena de Indias, Salvador Córdoba en Antioquia, José María Vesga en Mariquita, Manuel González en El Socorro, y Francisco Carmona en Santa Marta. Cada uno se denominaba Comandante Supremo de su propio ejército, de ahí el nombre de "Guerra de los Supremos", quienes buscaban principalmente tumbar a Márquez y reubicarse en la distribución del poder.
La guerra pronto se expandió por otras provincias, e incluyó un conflicto fronterizo con la República del Ecuador, porque de allí dependía el clero de Pasto. En el momento que las tropas ecuatorianas comandadas por Juan José Flores cruzaron la frontera, estos comandantes se sublevaron en sus respectivas regiones. Sin embargo este movimiento no contó con una dirección única, lo que permitió su derrota en 1841, y Obando debió huir a Perú.

## Guerra civil de 1851

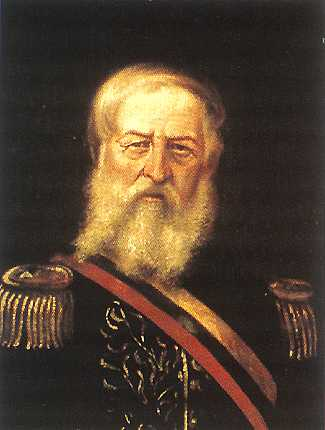
José Hilario López.

La iniciaron terratenientes conservadores caucanos opuestos a las reformas liberales de José Hilario López, quien proclamó la libertad de los esclavos el 21 de mayo de 1851 (que no se había logrado a pesar de la ley de libertad de vientres promulgada en 1821), expulsó a los jesuitas, suprimió la pena de muerte y la prisión por deudas; además consagró la libertad de prensa y el juicio por jurados.
El 22 de mayo de 1851 los rebeldes se pronunciaron en el Cauca; vino luego el intento de toma de San Juan de Pasto por Julio Arboleda y su posterior derrota. Otros levantamientos se sucedieron en Sogamoso, Mariquita, Guatavita y El Guamo. El gobierno nombró entonces al general José María Obando como general en jefe del Ejército del Sur y al general Tomás Herrera comandante en el Valle del Cauca, quienes gradualmente fueron aplacando estos enfrentamientos armados. El 1 de agosto de 1851 un piquete de guardias nacionales enfrentó la escasa fuerza de Pastor Ospina, veinte días después Mariano Ospina Rodríguez (considerado el alma de la rebelión en toda la república) fue detenido por lo cual los revoltosos se entregaron al gobierno central, y el 10 de septiembre en Rionegro el general Herrera venció al general Borrero. Se otorgó indulto a todos los combatientes y se consideró extinguida la rebelión, y los conservadores se vieron obligados a acatar las reformas liberales.

## Guerra civil de 1854

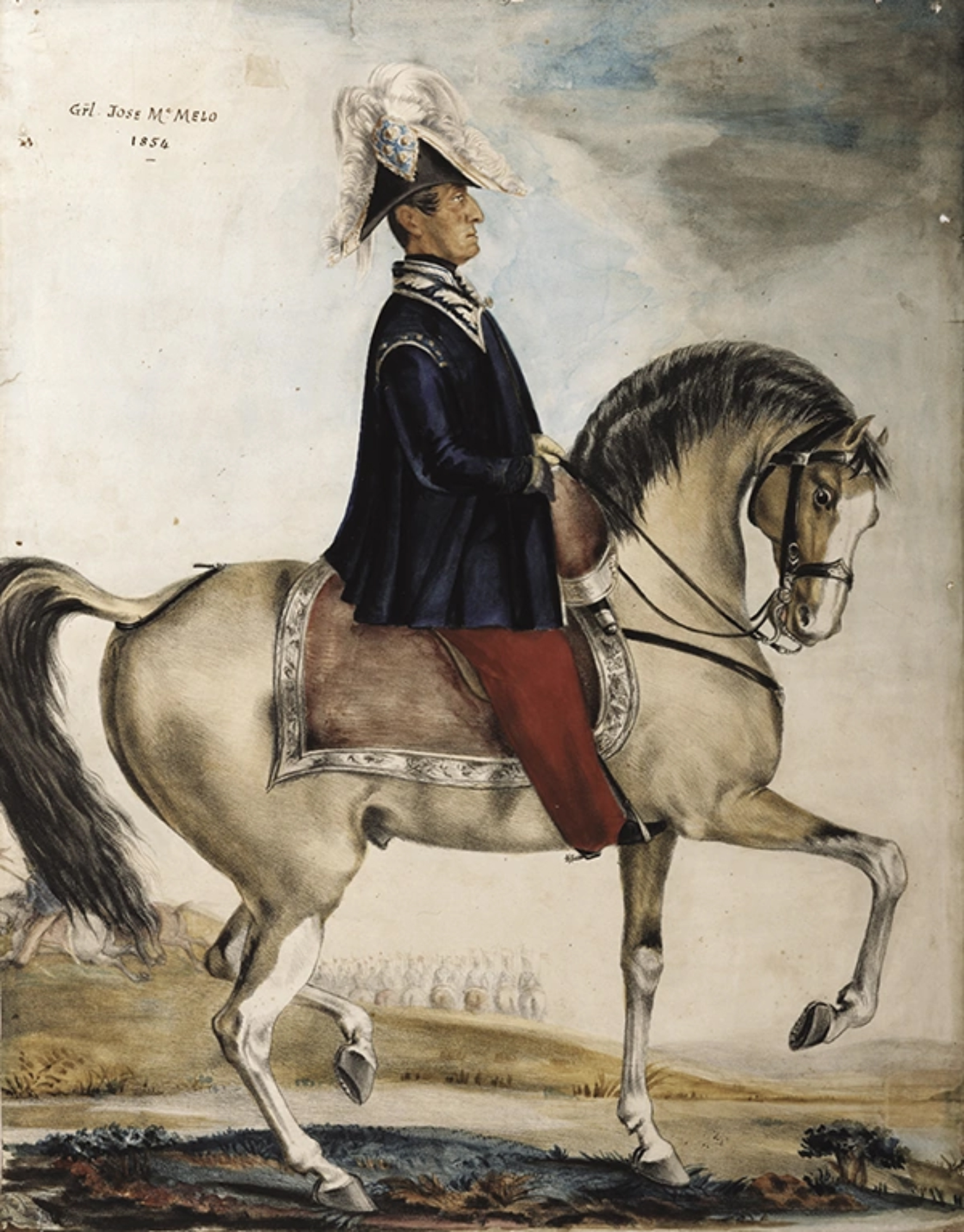
José María Melo.

En las elecciones presidenciales de 1853 el candidato de los Gólgotas (facción radical del Partido Liberal Colombiano), Tomás Herrera, y apoyado por el gobernante de facto, general José María Melo  fue derrotado por el candidato de los llamados liberales Draconianos, José María Obando.
Melo no aceptó su derrota y dio un golpe de Estado el 17 de abril de 1854 contra el presidente Obando. De inmediato se formó una alianza Constitucionalista militar de Gólgotas y de pertenecientes al Partido Conservador Colombiano. Los constitucionalistas de inmediato iniciaron una ofensiva de tenazas, produciéndose combates en Pamplona, Bucaramanga, Vélez, Tunja, Tequendama y Cali, cercando al Ejército del Centro en el perímetro de la ciudad de Bogotá. Melo organizó sus fuerzas en el llamado Ejército Regenerador, que sumaba unos 11 042 efectivos.
Melo permaneció en el poder ocho meses, pero finalmente las tropas constitucionalistas del norte y sur del país se unieron, sumando 11 000 hombres, rodeando a los 7000 melistas que defendían Bogotá. El 4 de diciembre del mismo año cuando la alianza entró victoriosa a Bogotá, tras derrotar al ejército melista y sus aliados, los liberales Draconianos y artesanos. Estos últimos presentaron resistencia tenaz durante el asalto final a la capital, razón por la cual el partido vencedor desterró a centenares de artesanos al río Chagres en Panamá. El conflicto costó unas 4000 vidas.

## Guerra Magna (1860-1862)

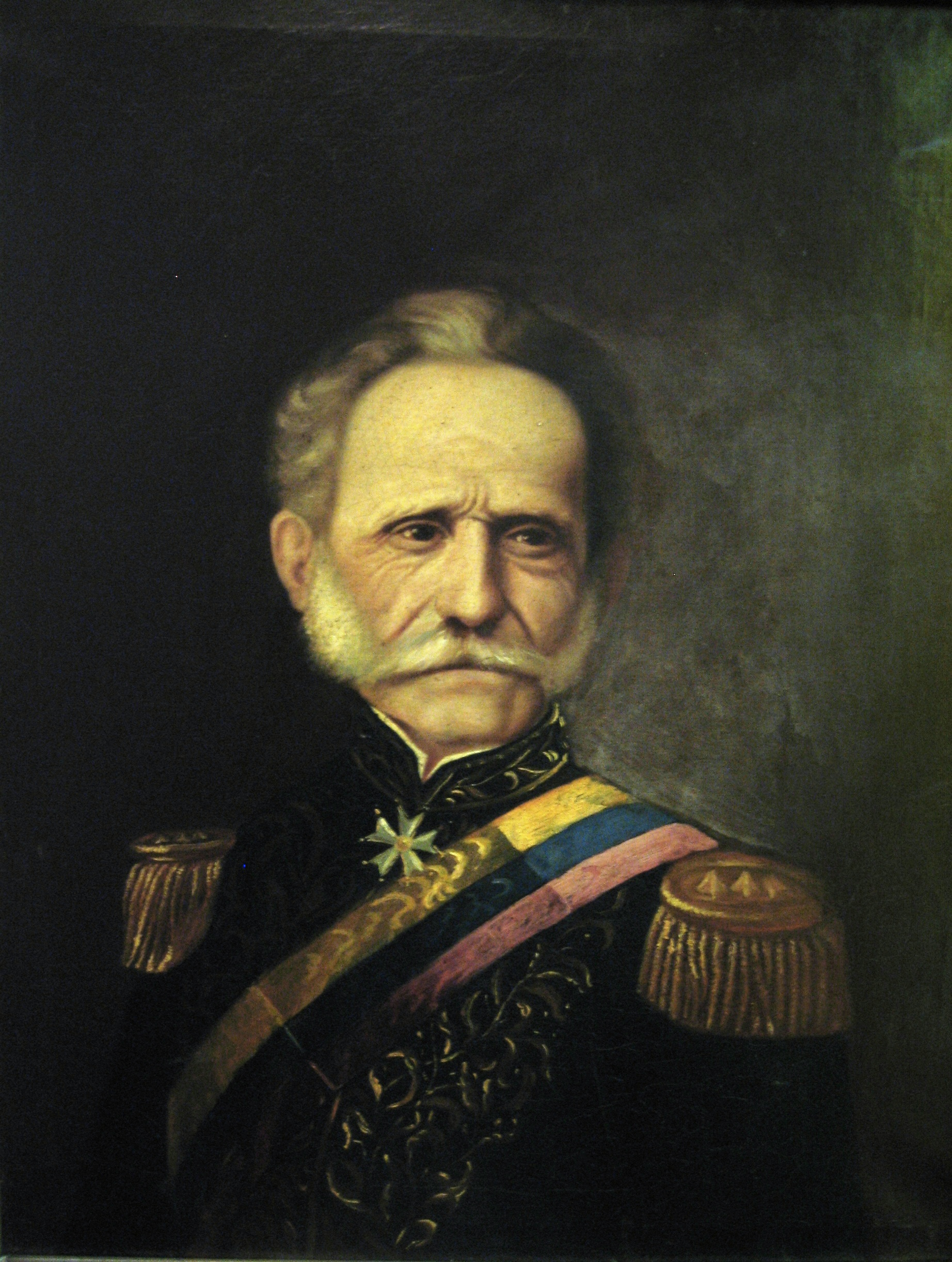
Tomás Cipriano de Mosquera.

Única guerra civil en la historia de Colombia en la cual el triunfador fue el lado insurrecto. Comenzó en el Estado Soberano de Santander extendiéndose al Cauca cuando los liberales tomaron las armas contra el gobierno nacional presidido por el conservador Mariano Ospina Rodríguez. Tomás Cipriano de Mosquera, gobernador del Cauca y que había proclamado los “Estados Unidos de la Nueva Granada”, aunque derrotado al principio, fue apoyado por los liberales radicales y llegó triunfante a Bogotá; tomó el poder e impuso la Constitución de 1863 (o Constitución de Rionegro por el lugar en donde se redactó, Rionegro, Antioquia) de carácter marcadamente federalista y liberal. En 1856 un grupo de descontentos liberales y conservadores formó una coalición llamada Partido Nacional y lanzó la candidatura presidencial del general Tomás Cipriano de Mosquera, en oposición a las de Mariano Ospina Rodríguez y Manuel Murillo Toro. La Guerra Civil de 1860-1862 fue un conflicto que enfrentó al gobierno conservador de Mariano Ospina Rodríguez y el partido liberal defensor del federalismo, por las reformas llevadas a cabo por los conservadores y el presidente Ospina Rodríguez. Los jefes liberales encabezados por el general Tomás Cipriano de Mosquera atacaron y entraron victoriosos a la capital, afirmando el poderío de los poderes regionales en contra del poder centralizado.
Hasta esta guerra unos 40 000 colombianos han perdido la vida en estos conflictos que arrasaron el territorio desde 1810.

## Guerra de las Escuelas (1876-1877)

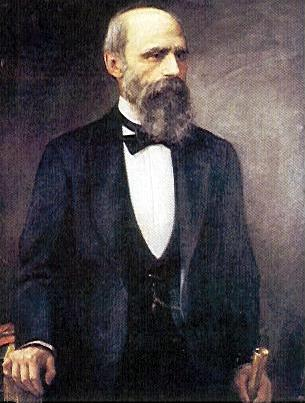
Aquileo Parra.

Se puede considerar que esta guerra marca en un sentido general una batalla por la formación de ideales en las instituciones educativas, aún por formalizar, para formar a la gente. Se debate qué institución (ya sea religiosa o el Estado mismo) determina quiénes deben encargarse de la educación del pueblo e impartirla, puesto que se evidencia cómo la iglesia juega un papel extremadamente importante en este conflicto.
Los conservadores se sublevaron en julio de 1876 contra el gobierno radical de Aquileo Parra para detener la educación laica (o "neutra" como se la llamó en la época) y demás medidas consideradas anticatólicas. Esta guerra permitió la unidad pasajera entre las facciones radical e independiente al seno del Partido Liberal Colombiano.
Julián Trujillo triunfó en la batalla de Los Chancos (Estado Soberano del Cauca) y en Antioquia, la rebelión fue derrotada y se aseguró la presidencia para los independientes entre 1878 y 1880, con lo cual abrió las puertas a la Regeneración de Rafael Núñez, un proceso que giró la política nacional al lado conservador.

## Guerra civil de 1884-1885

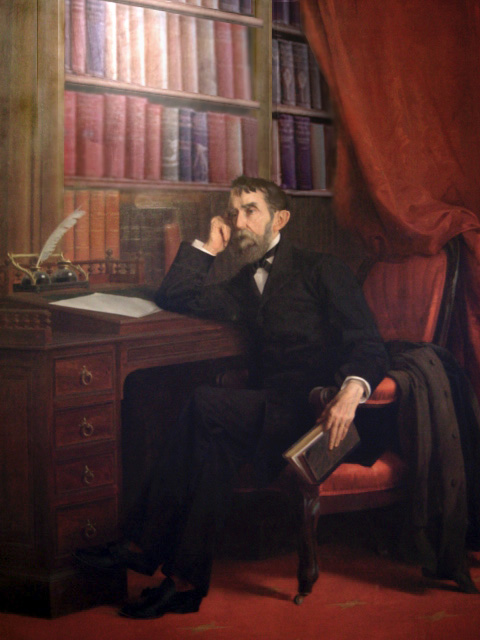
Rafael Núñez

Los liberales radicales del Estado Soberano de Santander entraron en inconformidad por las políticas cada vez más centralistas del gobierno de la República, presidido por Rafael Núñez y su proyecto de "Regeneración". Dicha inconformidad degeneró en una declaración de guerra que pronto fue adoptada por los demás estados con gobiernos liberales. Si bien varios líderes radicales estaban en desacuerdo con un conflicto armado, sus temores fueron vencidos dada su oposición al presidente Núñez y las perspectivas de victoria que generaba la guerra en un comienzo. Pronto los estados conservadores se involucraron en defensa de Núñez. También lo apoyaron facciones moderadas del liberalismo. El 17 de junio de 1885 se libró una de las batallas más famosas de la guerra, la de La Humareda, que, aunque dio el triunfo definitivo a los radicales, propició la muerte de varios de sus principales dirigentes. A ello se unieron las derrotas de los rebeldes en los estados de Tolima, Cauca, Panamá y Boyacá. Finalmente los liberales insurrectos se rindieron, en noviembre de 1885. El triunfo de las fuerzas gobiernistas fue aprovechado por el presidente Núñez para anunciar el fin de la validez de la Constitución política de 1863, inspirada en el radicalismo liberal. A continuación se emprendió una profunda reforma constitucional que concluyó en la proclamación de una nueva carta constitucional, en 1886 que convirtió los Estados en Departamentos y devolvió el poder a la Iglesia Católica.

## Guerra civil de 1895

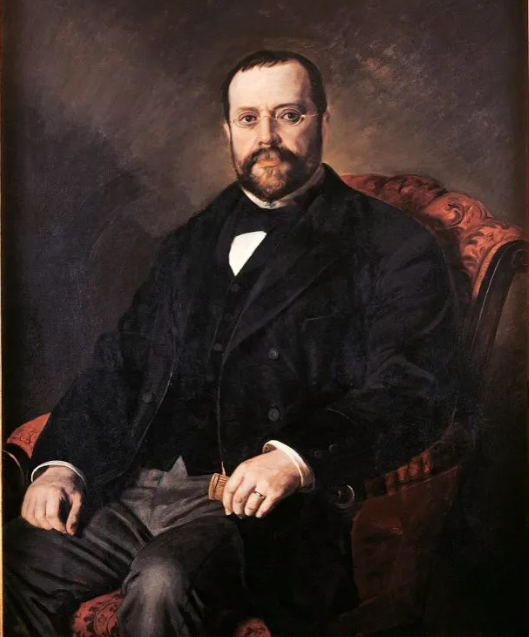
Miguel Antonio Caro

El gobierno con su ideología, La Regeneración, había encontrado formas y estrategias para restringir posibilidades a miembros de otros partidos políticos, líderes del partido liberal al estar convencidos de tal situación, trataron de tomar el poder, en enero de 1895, se presentó un fracasado intento de golpe de Estado contra el gobierno en cabeza de Miguel Antonio Caro. Luego se quiso convertir en un levantamiento general, que tampoco contó con suerte pues se vio reducido a rebeliones de poca significación en algunos departamentos, a las cuales derrotó fácilmente el gobierno (en manos del Partido Nacional) en sólo 60 días de combates centrados en Cundinamarca y Santander. El 19 de febrero se organizó un ejército de 1500 hombres al mando de Rafael Reyes, el 15 de marzo derrotó a 2500 rebeldes (colombianos y venezolanos) al mando del general José María Ruiz en Enciso, resultando 200 gubernamentales y 300 rebeldes muertos más un gran número de prisioneros de los segundos. Poco después Reyes sorprendió a una columna de 2000 liberales en el Capitanejo y la destrozó.
Un centro de jefes liberales de la capital, encabezado por el expresidente Santos Acosta, había convenido el 23 de enero de aquel año como santo y seña para el estallido de la revolución, pero tan astensible y permeable pretexto fue detectado por Enrique de Narváez, director general de comunicación del gobierno, regenerando a raíz del deceso del presidente Rafael Núñez. Dos días antes, el 21 de enero, comenzó la represión oficial con la detención del general Acosta y de los jefes comprometidos en el alzamiento. Aquella fecha anunciada y su represión, fueron perfeccionadas con la traición, el espionaje y la delación.

## Guerra de los Mil Días (1899-1902)
Fue el intento del liberalismo radical por recuperar el poder de manos de políticos del Partido Nacional (alianza entre conservadores y liberales independientes liderados por Rafael Núñez y Miguel Antonio Caro artífices de La Regeneración) que asumía el poder y disponía de estrategias para alejar o discriminar políticos de otros partidos del gobierno, principalmente los liberales. Se trató de un conflicto de alcance nacional que involucró a gobiernos de países vecinos como Ecuador y Venezuela, cuyos gobiernos apoyaban a los insurrectos colombianos. Inició con el alzamiento liberal en El Socorro y posteriormente el Cauca, Panamá y el Tolima. Salvo las batallas de Peralonso y Palonegro no involucró grandes ejércitos y los rebeldes liberales se vieron obligados a adoptar la guerra de guerrillas a partir de mediados de 1900.

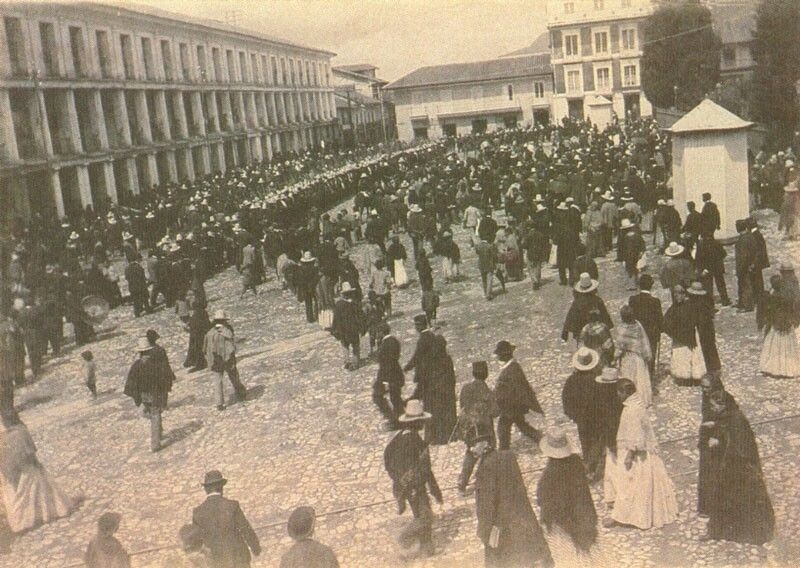
Reclutamiento en la Plaza de Bolívar de Bogotá, durante la Guerra de los Mil Días.

Este largo enfrentamiento irregular desgastó a los liberales en una lucha de pequeñas partidas hasta su derrota en 1902, con excepción de Panamá, único lugar en donde triunfaron. La guerra civil terminó en una especie de empate acordado en los tratados de Chinácota, Neerlandia y Wisconsin, a pesar de que los conservadores triunfaron militarmente.
Consecuencia de esta guerra civil fue el derrocamiento de Manuel Antonio Sanclemente (1900) y el fin del Partido Nacional, el ascenso del conservador José Manuel Marroquín, la separación de Panamá, la ruina económica y fiscal de la nación y la elección de Rafael Reyes en 1904 quien llevó al poder a los conservadores históricos y a un sector liberal, no obstante el gobierno continuó en manos de los conservadores hasta el año 1930, en la denominada hegemonía conservadora.

## Consecuencias
Las consecuencias de las guerras civiles fueron las siguientes:
- Miles de personas murieron en combate, quedaron heridos, lisiados o discapacitados.
- Destrucción de riqueza y daño a la institución de la familia.
- Constante odio entre familias, regiones o grupos sociales.
- El crédito exterior de los vínculos nacionales entre las secciones del país, hasta el peligro de la integridad nacional, como apareció después de la Guerra de los Mil Días y cuyo mejor ejemplo fue la separación de Panamá en 1903.
- La ruina fiscal que produjo el régimen de papel moneda que llegó a extremos indecibles.
- Empobrecimiento del país, inflación y estancamiento del progreso social y económico.
- Formación de una actitud y cultura política intolerante fomentada por los dos principales partidos políticos (Liberal y Conservador), que derivó en el siglo XX en otras guerras partidistas, «La Violencia» a partir de 1925 hasta 1958, que a su vez dio origen al actual conflicto armado interno.

## La Violencia (1948-1958)
Denominación de un período del siglo XX en Colombia de gran disputa bipartidista entre una fecha indeterminada entre la década de 1930 y 1960. No obstante entre 1903 y 1930 hay una fase previa conocida como la «Pequeña violencia», durante el periodo de la República Liberal entre 1930 y 1946 y el retorno de los conservadores en el poder en 1946, años de gran tensión política que desencadenó muchos hechos violentos, la violencia fue acentuada con el asesinato de Jorge Eliécer Gaitán y el Bogotazo en 1948. En este periodo hubo confrontaciones entre partidarios del Partido Conservador (quienes estuvieron en el gobierno hasta el golpe de Estado de 1953) y el Partido Liberal (quienes combatían en la clandestinidad hasta su desarme, y en conjunto con militantes del Partido Comunista) sin haberse declarado una guerra civil, se caracterizó por ser extremadamente violento, incluyendo asesinatos, agresiones, masacres, persecuciones, destrucción de la propiedad privada y terrorismo por la afiliación política en gran parte del país y en el campo. Con el golpe de Estado de 1953 inicia el gobierno de Gustavo Rojas Pinilla (en el cual se dio dura represión a la libertad de expresión), se dio paso a una "pacificación" en la cual se desmovilizan varias de las guerrillas liberales, en tanto otras volverían a las armas junto a las guerrillas comunistas debido a la continuidad de las problemáticas. Este periodo de violencia bipartidista termina oficialmente en 1957 con la creación del Frente Nacional, una alianza entre conservadores y liberales y acuerdo para repartirse el poder por dieciséis años, el cual derivaría en el conflicto armado interno de Colombia debido a que las causas de la violencia no se solucionaron con dicho Frente sino que se agudizaron.

## Conflicto armado interno de Colombia (1960-actualidad)
El actual conflicto es un periodo en curso de guerra asimétrica de baja intensidad que se desarrolla en Colombia desde la década de 1960 y que se extiende hasta la actualidad. Los principales actores involucrados han sido el Estado colombiano, las guerrillas de extrema izquierda y los grupos paramilitares de extrema derecha. A estos se le han sumado carteles de la droga (desde finales de los años 70), bandas criminales y grupos armados residuales(disidentes de los grupos desmovilizados). (véase Anexo:Facciones del Conflicto armado en Colombia). El conflicto tiene sus antecedentes y causas históricas en la época de «La Violencia» (enfrentamiento bipartidista de la década de 1950 y de años anteriores entre el Partido Liberal y el Partido Conservador que, sin haberse declarado oficialmente una guerra civil, se caracterizó por ser extremadamente violento, cuyas causas fueron el descontento social y conflicto por la tierra, además de la represión e intolerancia política).
El conflicto ha pasado por varias etapas de recrudecimiento, en especial desde los años 80 cuando algunos de los actores armados comenzaron a financiarse de actividades derivadas del narcotráfico y arreciaron sus ataques en contra de la población civil. La época en la que se ubica el mayor recrudecimiento ocurre entre 1988 y 2003, pero es en la segunda mitad de la década de 1990 cuando se presenta la mayor degradación del conflicto debido a que se generalizan las tomas armadas de poblaciones, las desapariciones forzadas, las masacres indiscriminadas de civiles, el desplazamiento forzado masivo y los secuestros colectivos de civiles, militares y políticos; el pico de este recrudecimiento se presenta durante la presidencia de Andrés Pastrana y el gobierno de Álvaro Uribe, cuando confluyen el accionar del Estado, las guerrillas, grupos de narcotraficantes y paramilitares. En años recientes se ha presentado un descenso en la intensidad el conflicto gracias a la desmovilización de los grupos paramilitares que se lleva a cabo entre 2003 y 2006, junto con la dejación de armas de las FARC-EP (la guerrilla más grande del país) que ocurre entre 2016 y 2017, a lo que se le suma el declive de la guerrilla del ELN.
No obstante, los grupos paramilitares como el Clan del Golfo así como las disidencias de las FARC-EP no cesaron su accionar y conservan considerable capacidad armada (estas estructuras son ahora denominadas Bandas Criminales (Bacrim), o Grupos Armados Organizados (GAO); en el caso de las disidencias de las FARC-EP, se les agrega el término Residuales-GAOR). Además otros dos grupos de origen guerrillero mantienen capacidad de acción y confrontación: el ELN y en menor medida la disidencia del EPL (a esta última se le considera una Bacrim o GAO por dedicarse exclusivamente al negocio del narcotráfico).
En 2013 un estudio cifró en 220 000 las muertes causadas por el conflicto desde 1958. Dentro de estas categorías se encuentran las personas que fueron desaparecidas, amenazadas, secuestradas, víctimas de algún acto de terrorismo, personas afectadas por el asesinato de un ser querido, víctimas de minas antipersonal, tortura, reclutamiento forzado de menores de edad y violencia sexual. Según el informe "¡Basta ya!: Colombia: memorias de guerra y dignidad" (2013), los grupos paramilitares son responsables del 40 % de las muertes civiles, los grupos guerrilleros del 25 % y agentes del estado del 8 %.
Para 2017 según el Registro Único de víctimas se cuentan: 8 074 272 víctimas, 7 134 646 son casos de desplazamiento, 983 033 homicidios, 165 927 desapariciones forzadas, 10 237 torturas y 34 814 secuestros, entre otros hechos. En 2018 la cifra sube, el conflicto armado colombiano ha dejado 8 708 664 víctimas, según el registro Único de Víctimas (RUV), de los cuales 2 365 997 son niños.